# Ardtoe
Ardtoe (Schots-Gaelisch: Àird Tobha) is een dorp in de Schotse Hooglanden.